# Euphrasia adenocaulon
Euphrasia adenocaulon är en snyltrotsväxtart som beskrevs av Juzepczuk. Euphrasia adenocaulon ingår i släktet ögontröster, och familjen snyltrotsväxter. Inga underarter finns listade i Catalogue of Life.